# Manuela Wossowski
Manuela Wossowski (* 1978 in Krefeld) ist eine deutsche Bildende Künstlerin.

## Leben und Werk
Manuela Wossowski studierte von 1997 bis 2004 an der Kunstakademie Düsseldorf und war Meisterschülerin bei Jörg Immendorff.
Während des Studiums erhielt sie das Reisestipendium des Vereins der Freunde und Förderer der Kunstakademie Düsseldorf sowie das dHCS Atelierstipendium des Kunstvereins für die Rheinlande und Westfalen. Sie lebt und arbeitet in Berlin.
Bekanntheit erlangte sie mit erzählerischen kleinformatigen Papiergemälden, welche sie zu raumgreifenden Installationen arrangierte.
Seit 2009 beschäftigt sie sich zunehmend mit der Freiluftmalerei und entwickelte daraus ab 2018 großformatige Leinwandgemälde, die sie auf Linolschnitten aufbaut und übermalt.
Ihre Werke wurden national und international ausgestellt – unter anderem im Museum Haus Lange, im Ludwig Museum Koblenz und im Herzliya Museum of Contemporary Art in Israel.

## Ausstellungen (Auswahl)
- 2025: "Im Namen der Damen", Altes Gefängnis (Freising)[1]
- 2024: "Aus einer anderen Welt", Kunst und Raum 21[2], Krefeld
- 2022: "High Noon, Colleagues! Zu Pferd!", Gruppenausstellung von 21 Schülern zum 15. Todestag von Immendorff, Königsallee 106, Düsseldorf[3]
- 2019: "Rheinblick",[4] Kunstverein Xanten
- 2018: "Another World", kuratiert von Tracey Emin, Deutsche Bundesbank at Frieze, London[5][6]
- 2014: "Wonderfuel Zeromoney", Gelbes Haus, Luzern
- 2013: "Von Wanderern, Wilderern und Dilettanten"[7], Kunstverein für die Rheinlande und Westfalen, Düsseldorf[8]
- 2012: „Manuela Wossowski und Freunde“, Galerie Anna Klinkhammer in Düsseldorf[9]
- 2011: "After The Goldrush"[10], Kunstverein Speyer
- 2008: „Project Flux“[11], Sino-German Contemporary Art Exchange Exhibition,                                            Sichuan University Art Gallery, Chengdu, China
- 2008: "1001 Bild", Villa de Bank, Enschede
- 2008: "Manuela Wossowski", Galerie Schmela[12], Düsseldorf
- 2007: "Traumschiff Malerei"[13], Museum der Stadt Ratingen
- 2007: "Klasse Immendorff – Von Pferden und Affen", Ludwig Museum Koblenz[14][15]
- 2007: "Showing Landscapes", Schokoladenmuseum Köln
- 2006: "Manuela Wossowski"[16], Galerie Six Friedrich/Lisa Ungar, München
- 2006: "K.R.2.0." – Galerie Lars Jordan, Berlin
- 2005: "Manuela Wossowski", Galerie Schmela[17], Düsseldorf
- 2004: "This Time Painting"[18], Herzliya Museum of Contemporary Art, Israel
- 2003: "Die Neue Düsseldorfer Malerschule", Museum Haus Lange, Krefeld[19]